# Astrid Kirschey
Astrid Kirschey (* 14. Januar 1964 als Astrid Heups in Wülfrath, Deutschland) ist eine deutsche Fotografin.

## Werdegang
Kirschey machte eine dreijährige Ausbildung Fotografie mit Schwerpunkt Porträt und abschließender Gesellenprüfung. Anschließend fertigte sie in Berlin fast ausschließlich Schwarz-Weiß-Arbeiten für die Musik- und Künstlerszene an. Nach längerer Schaffenspause beschäftigt sie sich seit 2011 mit frei gewählten Ausstellungsthemen. Seit 2012 werden in ihrem Projekt Generationenporträts Menschen unterschiedlicher Couleur und Herkunft, quer durch alle sozialen und kulturellen Schichten, in den Fokus gestellt. Für das LWL-Industriemuseum entstanden 100 Porträts ehemaliger Hüttenwerker der Henrichshütte in Hattingen, die seit April 2017 als Installation in Lebensgröße auf dem Museumsgelände zu sehen sind.
Astrid Kirschey ist Mitglied der Solinger Künstler und der GEDOK. Sie ist Inhaberin einer Kunstgalerie in Solingen.

## Bücher
- „100 Hüttenleben“ Arbeiterportraits von Astrid Kirschey; 272 Seiten mit CD; erschienen im Klartext-Verlag, Essen 2017, ISBN 978-3-8375-1796-5.

## Einzelausstellungen
- 2017: Die collagierte Seele, Galerie im Südpark Solingen
- 2016: Burka-Box, Güterhallen Solingen
- 2015–2017: Arbeiterporträts, Duisburger Akzente; Landschaftspark Duisburg; Forum Duisburg; Bezirksamt Rheinhausen; Henrichshütte Hattingen; Finanzamt Solingen
- 2015: Heimat für Generationen, Stadthistorisches Museum Duisburg
- 2015: Zwillingspaare, Stadt Solingen
- 2014: Die Göttin, Heine-Kunst-Kiosk, Wuppertal; Theater und Konzerthaus Solingen